# Degernäs djupet
Degernäs djupet är en fjärd i Finland. Den ligger i kommunen Kimitoön i landskapet Egentliga Finland, i den södra delen av landet, 140 km väster om huvudstaden Helsingfors.
Degernäs djupet avgränsas i norr av Dömmaskär, i öster av Purunpää och Jungfruholmen samt av Norstö i söder. Den ansluter till Hamnholms sundet i norr och till Gullkrona fjärd i väster.